# Polistes carnifex
Espèce
Polistes carnifex est une espèce de guêpes néotropicales de la famille des Vespidae.
C'est une grosse guêpe du papier de couleur jaune et marron avec des mandibules dentelées. Ses petites colonies sont fondées par  une reine, qui construit son nid en dessous de toits ou suspendus à des branches. Du nectar et des proies prédigérées sont apportés par les ouvrières pour nourrir les larves, logées individuellement dans le nid.

## Noms vernaculaires
Étant présente que dans quelque pays des Amériques anglophones, P. carnifex a juste récemment reçu un nom vernaculaire anglais, mais au milieu des 2010 le nom guêpe bourreau a été proposé, un calque d'après le mot latin carnifex « bourreau, exécuteur ».
Ce nom et l'espèce ont été ensuite popularisés par la star de YouTube Coyote Peterson dans une vidéo de 2018 décrivant la piqûre très puissante de l'animal.

## Taxonomie
En 1768, le HMS Endeavour quitta Plymouth lors du premier voyage de James Cook, atteignant le port de Rio de Janeiro quelques mois plus tard, en novembre. Ici, l'un des passagers, le riche naturaliste Joseph Banks, s'est procuré un spécimen femelle de guêpe géante, qui a fait le tour du monde pour finalement arriver en Angleterre en 1771,,.
Pendant ce temps, le danois Johan Christian Fabricius s'était rendu à l'Université d'Uppsala en 1762 pour étudier sous la direction du célèbre Carolus Linnæus, et à son retour au Danemark deux ans plus tard, il commença à travailler sur sa première publication, le Systema Entomologiæ, dans laquelle il tenta d'énumérer tous les noms connus. espèces d'insectes (qui comprenaient à l'époque les araignées, les crabes et autres arthropodes) selon le nouveau système linnéen. En 1770, il avait été nommé professeur à l'université de Copenhague, et lorsqu'en 1773 l'université de Kiel (aujourd'hui allemande) fut cédée au Danemark, il y fut bientôt nommé professeur. En 1771, Fabricius commença à faire des voyages d'été annuels à Londres pour étudier les collections que Banks et d'autres avaient faites à l'étranger, où il put étudier le spécimen brésilien de guêpe de Banks à la résidence londonienne de Banks. En 1775, les 832 pages du Systema Entomologiæ ont finalement été publiées, et dans ce Polistes carnifex a été scientifiquement décrit pour la première fois sous le nom de Vespa carnifex,,,, en utilisant le spécimen de Banks comme holotype . Ce spécimen est maintenant conservé au Natural History Museum de Londres,.
En 1802, Pierre André Latreille crée le genre Polistes, et en 1804, Fabricius déplace cette espèce de Vespa vers le nouveau genre,. La citation d'autorité de l'espèce a été attribuée à tort à Henri Louis Frédéric de Saussure, qui a écrit certains des livres les plus importants sur le sujet des guêpes.
En 1853, de Saussure a reconnu que de nombreux taxons qui avaient été décrits par d'autres étaient des synonymes de cette espèce et a synonyme P. onerata, P. rufipennis, P. transverso-strigata et P. valida avec P. carnifex . Il a également synonymisé P. chlorostoma et P. major avec elle, bien que les deux soient maintenant reconnus comme des espèces à part.

### Classification super générique
Le genre Polistes est le plus large de la famille Vespidae et le seul dans la tribu Polistini. Il est classifié dans les Polistinae, les guêpes papier. En 1973 et 1978, Owain Richards a classé P. carnifex dans un sous-genre monotypique qu'il a nommé Onerarius . Dans une étude morphologique de 1996 de la plupart des genres Polistes, James Michael Carpenter a découvert que ce sous-genre faisait que Aphanilopterus était paraphylétique, et a donc fait synonymede Onerarius avec le sous-genre Aphanilopterus. Cependant, en 2018, il ne suivit plus sa propre interprétation taxonomique et continua à utiliser l'Onerarius de Richards.
En 1857, de Saussure a été le premier à tenter d'organiser les espèces américaines Polistes, le faisant sur la base de la forme de l'abdomen - soit conique, avec le premier segment large, et se rétrécissant à un dernier segment comprimé, avec un conique et quelque peu métathorax allongé ; ou avec l'abdomen de forme ovale, le premier segment ampulliforme (en forme de flacon) et le métathorax plus plat et son extrémité moins allongée. Il a placé P. carnifex dans un troisième groupe avec des caractéristiques intermédiaires entre les deux, avec P. aurifer et une nouvelle espèce qu'il a décrite de Nuevo México (un territoire mexicain récemment conquis et annexé par les États-Unis et qui à l'époque comprenait tout entre la Californie moderne et l'est du Texas), P. comanchus.
Parmi les espèces de Polistes présentes au Pará, Adolpho Ducke la regroupe avec P. canadensis, P. goeldii et P. versicolor, en fonction de la morphologie du mésopleure. L'un des arbres phylogénétiques hypothétiques rapproche P. carnifex  à P. major et l'éloigne des espèces suivantes : P. apachus, P. aurifer, P. bellicosus, P. carolina, P. metricus, P. poeyi ssp . haitiensis et P. perplexus. Cependant, il n'y a pas eu d'accord en ce qui concerne la phylogénie de P. carnifex, donc aucun arbre phylogénétique ne peut être qualifié de correct.
Les trois sous-espèces suivantes sont acceptées :
- Polistes carnifex ssp. carnifex - trouvé dans l'est du Brésil[2], le Costa Rica[16], le Mexique[5] et les États-Unis[8].
- Polistes carnifex ssp. boliviensis Bequaert, 1936 - trouvé en Colombie, au Pérou et en Bolivie[5],[17],[18].
- Polistes carnifex ssp. rufipennis (Latreille, 1833) - trouvé au Honduras, au Panama[5],[11] et au Venezuela[19].

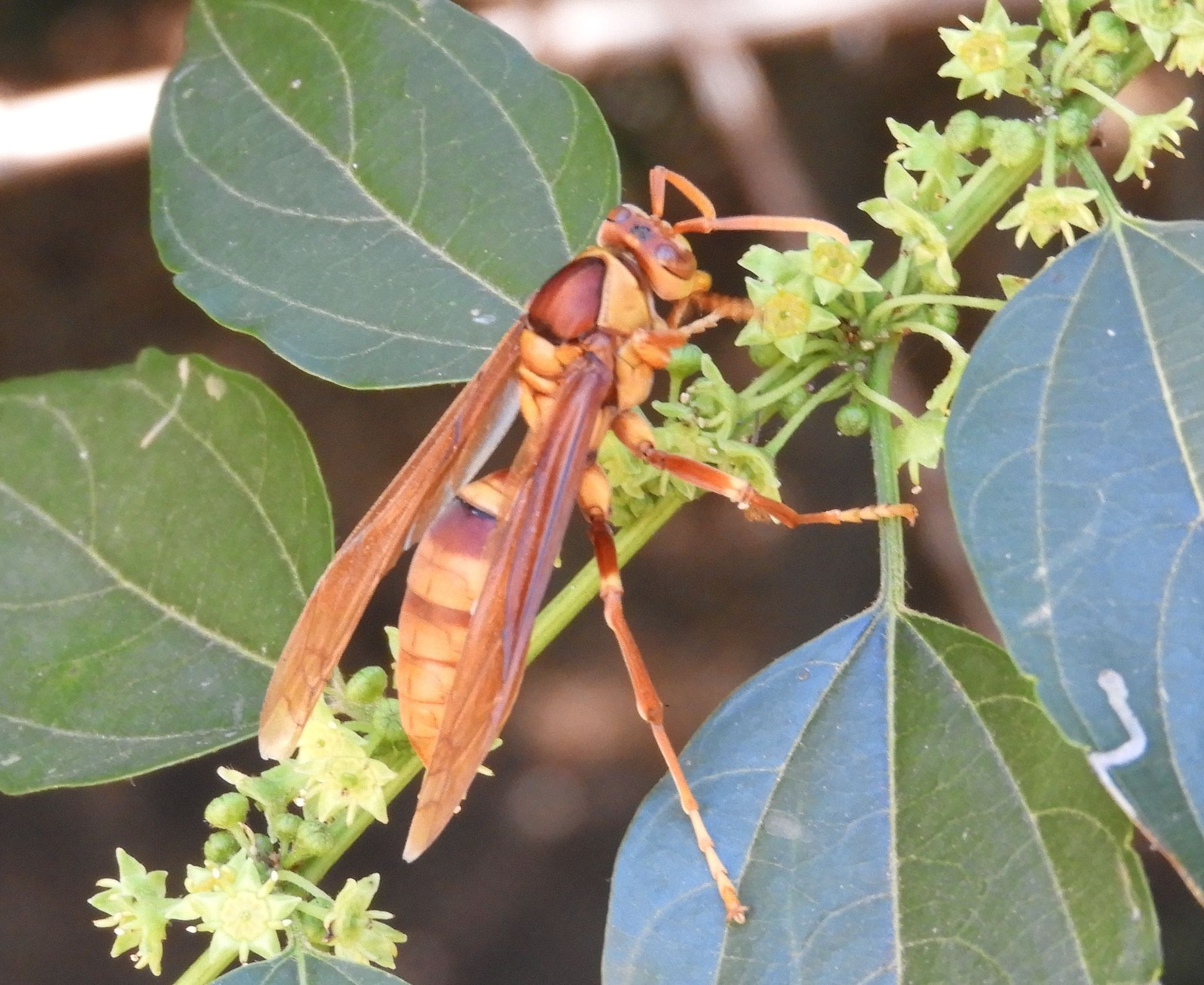
Polistes carnifex ssp. carnifex - in situ se nourrissant à Mazatlán, Sinaloa, Mexique.

L'holotype de P. carnifex ssp. boliviensis a été collecté par José Steinbach quelque part dans le département de Santa Cruz, en Bolivie. Elle et trois paratypes de Bolivie et du Pérou sont conservés au Museum of Comparative Zoology de l'Université de Harvard. P. carnifex ssp. rufipennis a été décrit à l'origine comme P. rufipennis par Pierre-André Latreille à partir d'une collection réalisée par Alexander von Humboldt et Aimé Bonpland lors de leur célèbre voyage d'exploration scientifique vers les Amériques. Le seul spécimen femelle (l'holotype) a été collecté quelque part au Venezuela. Il a été synonymisé avec cette espèce par de Saussure en 1853,. Voir la section « Description » ci-dessous pour plus d'informations sur cette sous-espèce.

### Étymologie
L'étymologie de l'épithète spécifique carnifex vient de la langue latine, où il signifie un « bourreau » ou un « bourreau », avec les significations implicites de « tourmenteur » ou « meurtrier », le mot étant utilisé comme une insulte dans le sens de « scélérat », « méchant » ou « coquin ». Le mot latin carnis, qui signifie « viande », combiné avec le suffixe génitif pluriel -fex, dérivé du mot facio, et qui signifie « -fabricant » (parmi un certain nombre de concepts similaires), donne ensemble « la chair -fabricant ». (Carnifex : Boucher)

## Description

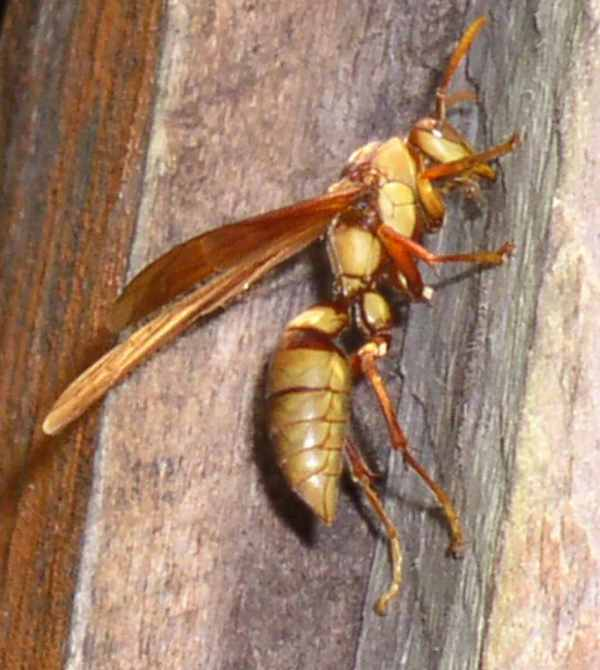
Polistes carnifex - in situ en Belize.

Polistes carnifex est la guêpe Néotropicale la plus grande du genre Polistes avec une longueur de 3 cm maximum. Elle mesure normalement entre 24-27 mm, pouvant aller jusqu'à 33mm. Malgré sa taille, c'est un insecte plutôt pacifique. De couleur jaune avec des rayures marron, celles-ci sont en part noircies. Les antennes sont jaunes avec la base foncée. La tête est jaune, la couronne étant noire avec des rayures marron-rouge. Les maxilles sont d'un marron-rouge, avec les bords noirs. Le thorax est jaune, la partie dorsale noire, mais avec un quartet d'endroits marron-rouge foncé. Le prothorax est quasiment entièrement jaune. L'abdomen est jaune et le tergum est plus sombre à la base. Les ailes sont marron-rouge, parfois jaunâtres, et les pattes sont foncées.

### Mandibules
Faisant partie des Hyménoptères, Polistes carnifex possède des mandibules, utilisées pour obtenir les fibres de bois, construire des nids ou capturer et macérer des proies. Elles sont courtes mais larges à la base, avec une échelle longueur-largeur de 2:1. Ses mandibules sont aussi munies de dents. Polistes carnifex est originaire d'Amérique centrale et du Sud ; son aire de répartition s'étend de l'Arizona et du sud du Texas à la province de Misiones dans le nord de l'Argentine. En 1907, Ducke a déclaré que l'espèce était présente dans les Grandes Antilles, mais selon Bequaert en 1936, l'espèce n'est pas présente aux États-Unis ni dans les Grandes Antilles. En 1940, cependant, il a été prouvé qu'il avait tort, lorsque le premier spécimen des États-Unis a été collecté en Arizona par John J. DuBois, ce record étant publié pour la première fois en 1955. Au Brésil, elle a été trouvée dans les États de Rio de Janeiro,, Pará et Paraná.
Au Mexique, elle a été enregistrée dans les États de Basse-Californie,, Guerrero, Jalisco, Morelos, Nayarit, Oaxaca, Sinaloa,, Sonora,, Veracruz, et Yucatan, ainsi que Mexico. Au Paraguay, on la retrouve dans les départements d'Alto Paraná, Canindeyú, Paraguarí et San Pedro . Bequaert déclare que l'espèce n'est commune nulle part, ainsi qu'elle est rarement vue à Pará, au Brésil. L'espèce se trouve dans les zones côtières, humides et ouvertes, comme dans les forêts tropicales. Dans les zones tropicales comme le Paraguay, le Brésil et l'Argentine, on la retrouve dans de vastes habitats boisés sans fortes pluies.

## Piqûre
Bien qu'elle ne soit pas particulièrement agressive, elle s'est forgée une réputation dans plusieurs pays latino américains à cause de son dard. L'éducateur et célébrité YouTube Nathaniel « Coyote » Peterson s'est volontairement exposé à des piqûres de différents insectes à des fins éducatives, et a déclaré que sa piqûre a été la plus douloureuse jamais reçue, pire que la fourmi balle de fusil et le frelon géant d'Asie. Il l'a ainsi baptisée « roi du Dard ». Cette piqûre lui a aussi causé une nécrose autour de la zone piquée, disant, « Mon bras a été enflé pendant des jours, et un petit trou a fini par pourrir dans mon bras à cause du venin à l'endroit de la piqûre. »

## Conservation
L'UICN n'a pas évalué l'état de conservation de cette espèce. Elle a été signalée comme présente dans les aires protégées suivantes :
- Zone de conservation et de gestion de Shipstern, Belize[27].

## Systématique
Le nom valide complet (avec auteur) de ce taxon est Polistes carnifex (Fabricius, 1775).
Polistes carnifex a pour synonymes :
- Polistes onerata (Lepeletier, 1836)
- Polistes transversostrigatus (Spinosa, 1851)
- Polistes valida (Say, 1837)
- Polistes variegatus (Lepeletier, 1836)